# Tom (linguística)
Tom, na linguística, é um traço supra-segmental que diz respeito à variação da altura do som de determinado fonema ou sílaba emitidos durante a fala. Se um tom for substituído por outro numa sílaba, embora mantendo a
composição segmental, obtém-se uma alteração de significado. De maneira análoga, a altura do som se refere à entoação, que trata, no entanto, não de variações a nível silábico e sim da curva melódica de todo um enunciado. Cada uma dessas variações tônicas do fonema podem ser chamados de tonemas.
Em alguns idiomas do mundo, como o chinês e outras línguas do Extremo Oriente, o tom caracteriza uma distinção entre palavras que seriam, de outro modo, homófonas; são as línguas tonais. Entre as línguas indo-europeias, o sueco, o norueguês, o servo-croata, o punjabi, e alguns dialetos do neerlandês e esloveno podem ser considerados idiomas tonais. No português o tom não possui valor distintivo - ao contrário da entonação, onde a tradição estabeleceu que o tom ascendente caracteriza as frases interrogativas, o tom constante as afirmações, enquanto uma curva descendente indica um comando. O português, como todos os idiomas, utiliza-se da altura para alterar a entonação da frase, exprimindo assim emoção e outras informações paralinguísticas, bem como a ideia de ênfase, ou contraste.
No chinês, os tons se distinguem pela sua forma (contorno), a maioria das sílabas possui seu próprio tom, as palavras tendem a ser curtas, e a maioria é diferenciada apenas pelo tom. A variação tonal quase não tem papel gramatical. Já em diversas línguas tonais africanas, como a maior parte das línguas bantas, os tons são distinguidos por seu nível relativo, as palavras são mais compridas, existem menos pares tonais mínimos e o mesmo tom é constante em toda a palavra, em vez de tons diferentes para cada sílaba. Frequentemente informações gramaticais, como os conceitos de pretérito e presente, "eu" e "você", positivo e negativo, são expressos apenas através do tom.
Diversos idiomas utilizam-se do tom de maneira mais limitada. O somali, por exemplo, apresenta apenas um tom alto por palavra. No japonês, menos de metade das palavras abaixam de tom; as palavras contrastam exatamente de acordo com qual destas sílabas a queda na altura ocorreu. Estes sistemas mínimos são chamados de acentos de altura, já que eles seguem o modelo dos idiomas com acento tônico, que permitem, tipicamente, uma sílaba tônica por palavra.